# گرداک (قصرقند، غرب)
گرداک، روستایی در دهستان هلونچکان بخش مرکزی شهرستان قصرقند در استان سیستان و بلوچستان ایران است.

## پیشهٔ مردم
شغل ۶۵ درصد مردم روستای گرداک، کشاورزی است و محصولاتی چون برنج، گندم، اسپوست (یونجه)، کاهو، امباگ (شمبلیله)، سیرک (سیر)، پیاز، تربچه، تره و… در این روستا کشت می‌شود.

## جمعیت
بر پایه سرشماری عمومی نفوس و مسکن در سال ۱۳۹۵، جمعیت این روستا برابر با ۶۴۹ نفر (۱۵۲ خانوار) بوده‌است.